# Kanton Cambremer
Kanton Cambremer (fr. Canton de Cambremer) byl francouzský kanton v departementu Calvados v regionu Dolní Normandie. Skládal se z 19 obcí. Zrušen byl v roce 2015.

## Obce kantonu
- Auvillars
- Beuvron-en-Auge
- Bonnebosq
- Cambremer
- Corbon
- Beaufour-Druval
- Formentin
- Gerrots
- Hotot-en-Auge
- Léaupartie
- Montreuil-en-Auge
- Notre-Dame-d'Estrées
- Repentigny
- Rumesnil
- Saint-Ouen-le-Pin
- Valsemé
- Victot-Pontfol
- Le Fournet
- La Roque-Baignard